# Ira Herskowitz
Ira Herskowitz (* 14. Juli 1946 in Brooklyn, New York City; † 28. April 2003 in San Francisco) war ein US-amerikanischer Genetiker an der University of California, San Francisco.

## Leben
Herskowitz’ Vater, Irwin Herskowitz, war ein Genetiker, der sich mit Drosophila beschäftigte. Ira Herskowitz hatte einen eineiigen Zwillingsbruder, der Neurologe wurde, und zwei weitere Geschwister. Die Familie zog mehrmals um, wenn der Vater an eine andere Hochschule berufen wurde. Ira Herskowitz erwarb 1967 am California Institute of Technology (Caltech) einen Bachelor und 1971 am Massachusetts Institute of Technology (MIT) einen Ph.D. in Biochemie. Nach einer kurzen Zeit als Postdoktorand ebendort erhielt Herskowitz eine erste Professur (Assistant Professor) an der University of Oregon. 1982 wechselte er an die University of California, San Francisco (UCSF), wo er die Abteilung für Genetik umgestaltete. Von 1990 bis 1995 leitete er die Abteilung für Biochemie und seit 1997 war er Co-Direktor des Programms für Humangenetik. Bis zu seinem Tode war Herskowitz Professor für Genetik an der Abteilung für Biochemie und Biophysik an der University of California, San Francisco.
Herskowitz starb 2003 an Pankreaskrebs.

## Wirken
Herskowitz gilt als Pionier der Molekulargenetik. Noch als Student konnte er wichtige Beiträge zum Verständnis der Regulationsmechanismen innerhalb des Bakteriophagen Lambda leisten. Zu Herskowitz’ wichtigsten Entdeckungen gehört der Stoffwechselweg der Genkonversion bei Saccharomyces cerevisiae (Backhefe), anhand dessen festgelegt wird, wie die Gene für die Kreuzungstypen (mating types) neu arrangiert werden. Die Entdeckung gilt als wegbereitend für das Verständnis von Regulationssystemen bei Eukaryonten.
Herskowitz ließ sich ein Verfahren patentieren, mit dem Hefezellen so modifiziert werden, dass sie menschliche Proteine – zum Beispiel Humaninsulin – produzieren. Spätere Arbeiten befassten sich mit Pharmakogenetik.
Herskowitz Leistungen lagen auch auf dem Gebiet der systematischen Übersichtsarbeiten (scientific reviews), in denen er Erkenntnisse zu komplexen genetischen Vorgängen auf wissenschaftlichem Niveau zusammenfasste. Auf Herskowitz’ Diagramme in seinen Vorlesungen geht die verbreitete Konvention zurück, in Schaubildern hemmende Wirkungen als ─┤ und fördernde Wirkungen als → darzustellen.

## Auszeichnungen (Auswahl)
- 1983 Eli Lilly and Company Research Award[1]
- 1985 NAS Award for Scientific Reviewing[2]
- 1985 Präsident der Genetics Society of America
- 1986 Mitglied der National Academy of Sciences[3]
- 1987 MacArthur Fellowship[4]
- 1988 Genetics Society of America Medal[5]
- 1988 Mitglied der American Academy of Arts and Sciences[6]
- 1991 Mendel Medal der Genetics Society
- 1992 Howard Taylor Ricketts Award
- 2002 Thomas Hunt Morgan Medal[7]
- 2002 Mitglied im Institute of Medicine[8]
- 2003 Rosenstiel Award[9]